# 사이먼 맥버니
사이먼 맥버니(영어: Simon McBurney, OBE, 1957년 8월 25일 ~ )는 잉글랜드의 배우이다. 컴플리시테 극단(Compilicite, Théâtre de Complicité)을 설립해 예술감독을 맡고 있다.
1979년부터 1990년까지 케임브리지 대학교 풋라이츠 연극단(Footlights) 부단장을 맡기도 했다.

## 서훈
- 2005년 대영 제국 훈장 4등급(OBE) 수훈[1]

## 작품 목록

### 영화
- 라스트 킹
- 바디 오브 라이즈 - 가랜드 역
- 제인 에어 - 브로클허스트 역
- 매직 인 더 문라이트 - 하워드 버컨 역
- 사랑에 대한 모든 것 - 프랭크 호킹 역
- 미션 임파서블: 로그네이션 - 애틀리 역
- 얼라이드 - S.O.E 사무관 역
- 시베리아
- 울프워커스 - 호국경 역 (애니메이션)
- 노스페라투 - 크녹 역

### 드라마
- 더 캐주얼 베이컨시 (BBC One, 영국) - 콜린 월 역